# Invernada en bovinos
La invernada es uno de los sistemas de recría bovina, usado en países productores de carne. El término “invernada” se emplea principalmente en Argentina, aun también es empleado en Uruguay, Colombia y Perú. Es considerado un americanismo. Es un sinónimo de engorde  o engrasamiento de los bovinos con pasturas, a campo, con o sin suplementación, hasta su terminación y posterior envío a faena.

## Origen
En la segunda década del siglo XIX la ciudad de Buenos Aires consumía unas 50.000 reses anuales. A esta cifra se sumó las necesidades de animales para faena que surgió con la industria de los saladeros en las cercanías de la ciudad, que producían cueros, carne y sebo para exportación. Este aumento de la faena llevó a que se tuvieran que traer por arreo vacunos de lugares cada vez más lejanos, que después de muchos días, llegaban a las cercanías de la ciudad de Buenos Aires flacos y estresados. Por lo que antes de su sacrificio era necesario dejarlos reponer y engordar en buenas pasturas, cerca de cursos de agua, en las cercanías de la ciudad. Para ello los productores contrataban pastoreo, arriendaban o adquirían tierras en la zona, creando una nueva especialización de la ganadería, el engorde o invernada.

## Tipos de invernada[3]
Según el tiempo: 
- Invernada corta: es rápida, de corta duración y se realiza cuando se pretende más grasa en el animal. o cuando se quiere faenar rápido. Se busca engordar animales de razas livianas, con buena calidad de pasturas y con altas ganancias de pesos diarias para que el animal en menos de un año, esté listo.
- Invernada larga: principalmente usada para el mercado externo. Se usan animales de razas pesadas y de ciclos estrales más largos. Se tarda aproximadamente 2 años en llegar al peso.

Según la tasa de crecimiento: 
- Invernada lenta: Se usan animales precoces, con alta deposición de grasa (razas británicas).
- Invernada rápida: Se usa razas continentales.

## Indicadores productivos de la invernada
- Ganancia diaria de peso
- Carga animal: depende principalmente del forraje, de la eficiencia de cosecha y la calidad de pastura.
- Producción de carne por hectárea
- Eficiencia biológica o de stock: (kg producidos/kg mantenidos) x (365/duración de la invernada) x100
- Eficiencia de conversión: kilogramos de alimento que se necesita para aumentar un kg de carne= kg consumidos/ kg producidos.
- Ganancia de peso Relativa: (GDPV/PV) x 100.
- Efecto de la mortandad sobre la producción.